# Gmina Irządze
Die Gmina Irządze ist eine Landgemeinde im Powiat Zawierciański der Woiwodschaft Schlesien in Polen. Ihr Sitz ist das gleichnamige Dorf mit etwa 600 Einwohnern.

## Gliederung
Zur Landgemeinde Irządze gehören elf Ortschaften mit einem Schulzenamt:
Bodziejowice
Irządze
Mikołajewice
Sadowie
Wilgoszcza
Wilków
Witów
Woźniki
Wygiełzów
Zawada Pilicka
Zawadka
Weitere Orte der Gemeinde sind Stawy und Zawada-Leśniczówka.